# Ouder-Amstel
Ouder-Amstel – gmina w Holandii, w prowincji Holandia Północna.

## Miejscowości
Duivendrecht, Ouderkerk aan de Amstel (siedziba gminy), Waver.